# 위서 (문헌학)
위서(僞書)는 제작자나 제작 시기 등을 속이고 있는 문서·서적이다. 주로 역사학에서 많이 사용되는 개념으로 옛 역사서 또는 특정 인물이 남긴 문건으로 위장된 책·문건 등을 일컫는다. 위서는 제작자·제작 시기·전래 내역 등 서지사항에 대한 거짓 여부로 판명되는 것이며 단지 내용 상의 허구성만으로 위서라 말하지는 않는다. 유사한 용어로 ‘안작(贋作)’이 있다. 안작은 그 내력에 허위가 없는 모방, 편승에 의한 작품으로 구별하기도 하나, 때에 따라 명확히 구분되지 않는 경우도 있다.

## 위서의 종류
위서는 기본적으로 책의 이름, 저자, 내용 등을 위조한 것이다. 그러므로 위조한 부분에 따라 위서를 분류하는 것이 가능하다.
- 책의 모든 부분이 위조
- 책의 일부분이 위조
- 본래 책이 없었으나 책의 이름을 만들어서 위조
- 본래 책이 있었으나 산실되고, 책의 이름만 가져와서 위조
- 책의 내용은 위조가 아니지만 책의 이름이 위조
- 책의 내용은 위조가 아니지만 책의 저자, 이름이 위조
- 책의 내용, 이름은 위조가 아니지만 책의 저자를 위조
- 다른 사람이 저술한 내용을 훔쳐서 자신이 창작한 것으로 위조
- 위조한 책의 내용을 집출하여 다시 위조
- 위조한 책에 내용을 더하여 위조

## 사료 비판
위서를 판별하는 데 주로 사용되는 방법은 사료 비판(史料批判)이다. 사료 비판에는 외적(外的) 비판과 내적(內的) 비판이 있는데, 위서를 가리는 데는 외적 비판이 사용된다. 외적 비판의 주요 방법 가운데 하나인 '진실성 비판'은 그 자체가 사료의 위작 여부를 가리는 것으로, 해당 사료가 의식적으로 위조된 것인지 아닌지를 판별하고 오인으로 인한 부분적인 오류나 변형을 판별한다. '내력 비판'을 통해서는 사료의 제작 시기, 제작자에 대해서 정밀하게 검토하는데 이를 통해 해당 사료의 실제 제작 시기, 제작자 등을 판별한다. '본원성 비판'은 사료가 원본인지 아닌지를 판별하는 것이다. 이러한 사료 비판을 통해서 사료의 위서 여부가 가려지게 되며, 위서의 제작 의도, 실제 제작자 및 제작시기 등을 유추한다. 위서 판별에서 내용의 진위 여부는 관련이 없다. 다만 내용을 기술적으로 분석하여 위서 판별에 이용하는 경우는 있다. 내용 중에 인용된 서적이나 문구, 사용된 단어 등을 분석하면 해당 위서의 작성 시기나 작성자의 진위를 유추할 수 있기 때문이다. 예를 들어 콘스탄티누스의 기증 위서 판정에는 문서에 사용된 라틴어의 시대가 맞지 않는다는 사실도 증거로 제시되었다.

## 위서에 대한 오해
위서는 사료의 위작 여부를 가리는 것으로, 사료의 내용 자체에 대해서는 중립을 지킨다. 그러나 일부 사람들은 위서라는 개념을 사료의 내용 자체가 거짓말이라고 생각하여 내용의 진실성을 밝히면 위서 시비가 사라질 것이라 생각하는 경우가 있다. 위서 시비에서 중요한 것은 사료의 정체이기 때문에 내용의 진실성 여부는 관계가 없다. 같은 관점에서 위서로 판명되었다고 해서 사료의 내용이 거짓이라는 의미는 아니다. 예를 들어 《산해경》은 삼황오제 시기에 성립된 책이라고 전해지나 실제 성립 연대는 주나라 시대에서 한나라 시대까지로 추정되는데, 그렇다고 해서 《산해경》의 내용을 거짓이라 말하지는 않는다.
다만 위서로 판정된 사료는 내용의 신빙성을 보장받을 수 없기 때문에 위서의 실제 성립 연대의 역사 인식을 나타내는 자료로는 인정되나 위조된 연대의 사료로는 거의 인정되지 않는다. 내용 가운데 사실로 확인 가능한 내용들은 기존 사료를 차용한 것이라는 비판을 피할 수 없으며, 사실로 확인이 불가능한 내용은 신빙성을 확인할 방법이 없으므로 결국 내용 전체가 인정받지 못하는 것이다.

## 대표적인 위서
유명한 위서로는 콘스탄티누스의 기증이 있다. 이 문서는 로마 황제 콘스탄티누스가 교황에게 서로마 지역의 종교적·세속적 통치권을 바쳤다는 내용을 담고 있는데, 1440년에 로렌초 발라(Lorenzo Valla)가 위서임을 밝혀냈다. 근대 역사학에서는 기독교의 구약 및 신약 성경의 각 편들이 실제로 성립된 연대 등을 밝혀 위서 여부를 가리기도 했다. 중국에서는 한나라 시대부터 서적을 연구하는 훈고학이 발달하였는데, 훈고학을 통해서 진시황의 분서, 한자의 변화 등으로 일실된 유교 경전을 재구성하였다. 그러나 이 과정에서 실제 유학의 성인이 저술한 것이 아닌, 위작된 경전들이 성립되기도 하였다. 청나라 시대에 발달한 고증학은 이러한 경전이나 금석문의 진위 판별에 많은 성과를 낳았으며 량치차오, 캉유웨이, 구제강(顧頡剛) 등이 주도한 의고학파(疑高學派)는 철저한 실증을 통해서 많은 유교 경전이 위작되었음을 고증하기도 했다.
한국에서 위서 시비로 가장 대표적인 것은 《환단고기》이다. 《환단고기》는 1911년에 계연수가 편찬한 책이라고 하나 사료비판을 통해 실제 성립 연대가 1911년이 아님이 밝혀졌다. 주로 재야사학 계열에서 《환단고기》와 같은 위서가 많이 등장하였는데, 《규원사화》, 《단기고사》 등이 있다. 대부분의 재야사학 계열의 역사서는 역사학계에서 위서로 확정되어 실제 역사 연구에는 거의 사용되지 않는다. 그러나 재야사학자 및 일부 인터넷 커뮤니티에서는 이를 인정하지 않고 《환단고기》 등의 사료를 민족의 역사로 추앙하고 있다.
《화랑세기》는 현재 위서 여부를 놓고 학계가 첨예하게 대립하고 있는 사료이다. 대부분의 역사학자들은 《화랑세기》를 위서로 보고 있으나 이종욱 교수를 필두로 한 일부 학자들은 진서임을 입증하기 위해 노력하고 있다.

## 같이 보기
- 대체 현실 게임
- 콘스탄티누스의 기증
- 서간체 소설
- 위조
- 파운드 푸티지
- 위경